# Daniel Tracey
Pour les articles homonymes, voir Tracey.
Daniel Tracey (1794-1832), médecin, propriétaire et rédacteur en chef d'un journal, député au Parlement du Bas-Canada.

## Biographie

### Jeunesse et éducation
Les informations sur la jeunesse de Daniel Tracey sont manquantes et même sa date de naissance exacte est inconnue. Selon le DBC, il naît en Irlande vers 1794, dans le King's County. Selon d'autres sources,, il nait plutôt en mai 1795 à Roscrea, dans le comté de Tipperary. Le nom de son père serait Denis ou Michael Tracey, marchand, et celui de sa mère Ann Manford ou Mainfold. Il a un frère, John et une sœur, Ann. À la suite du décès de leur père, ils sont recueillis par un oncle paternel.
Après des études à l'école d'un dénommé Morris, il entre au Trinity College de l'Université de Dublin en décembre 1814, à l’âge de 20 ans. Il est par la suite admis à la pratique de la médecine et de la chirurgie, vraisemblablement après un passage au Royal College of Surgeon de Dublin. Il pratique dans cette ville jusqu'à son départ pour le Bas-Canada en 1825.

### Émigration
Avec son frère et sa sœur, il quitte définitivement l'Irlande en 1825 comme tant d'autres à la même époque. Il s'installe à Montréal et reprend sa pratique médicale. Son implication dans la vie politique débute peu de temps après son arrivée au pays et en 1827, il recueille 400 signatures d'immigrants irlandais du comté d'York, pour une pétition demandant le rappel du gouverneur Dalhousie, qui refuse de reconnaître l'élection de Louis-Joseph Papineau à la présidence de l'Assemblée législative.

### LeVindicator
Le 12 décembre 1828, il fonde le Irish Vindicator and Canada General Advertiser, un journal bi-hebdomadaire qui appuie les luttes des leaders réformistes libéraux Daniel O'Connell en Irlande et Louis-Joseph Papineau au Bas-Canada. La devise du Vindicator est « Justice pour toutes les classes; monopoles et privilèges pour aucune; » (Justice to all classes; monopolies and exclusive privileges to none). Le bureau de son journal se trouve sur la rue Sainte-Thérèse. Tracey en est lui-même le rédacteur en chef et son ami et collègue, le docteur Edmund Bailey O'Callaghan, occupe le poste de rédacteur adjoint.

### Emprisonnement
Le 3 janvier 1832, Daniel Tracey fait paraître dans son journal un éditorial dans lequel il s'en prend au Conseil législatif du Bas-Canada. L'expression de son opinion politique lui vaut d'être accusé de diffamation par le Conseil, qui, par une résolution du 13 janvier, ordonne à son sergent d'armes de mettre Tracey aux arrêts pour l'amener à répondre de l'accusation devant la barre de la Chambre. Le Conseil procède de la même façon en rapport avec une autre affaire de diffamation, cette fois pour un article du 9 janvier paru dans La Minerve de Ludger Duvernay.
Les deux hommes se présentent devant le Conseil législatif le 17 janvier et reconnaissent être les auteurs des articles parus dans les journaux dont ils sont respectivement propriétaires. Par une résolution, le Conseil les fait emprisonner à la prison de Québec jusqu'à la fin de la session du Conseil, soit du 17 janvier au 25 février 1832 (39 jours).
La popularité des deux hommes semble avoir augmenté auprès de l'électorat patriote en raison de leur emprisonnement. À leur sortie de prison, ils sont accueillis par une foule qui les accompagne sur plusieurs kilomètres en direction de Montréal, là où des amis et des partisans tiennent une réception en leur honneur dès leur arrivée. Ils se voient chacun décerner une médaille en or à cette occasion,.

### Élection
Deux mois après sa sortie de prison, Tracey se présente comme candidat à l'élection partielle dans la circonscription de Montréal-Ouest. Sa candidature est appuyée par les principaux chefs réformistes de Montréal dont Duvernay, Papineau, etc. L'élection partielle, qui est tenue pour combler le siège laissé vacant par la démission de John Fisher, débute le 25 avril 1832 et se termine 23 jours plus tard le 22 mai. Tracey l'emporte sur le candidat du gouvernement, Stanley Bagg, un marchand d'origine américaine, avec 691 voix contre 687.
Une journée avant la clôture de l'élection, la Place d'Armes, le lieu où les électeurs doivent se rendre pour exprimer leur vote, est le théâtre d'événements sanglants. Lors d'une émeute, en présence de tories, les soldats du 15e régiment tirent sur la foule, tuent trois personnes et en blessent plusieurs autres.

### Choléra

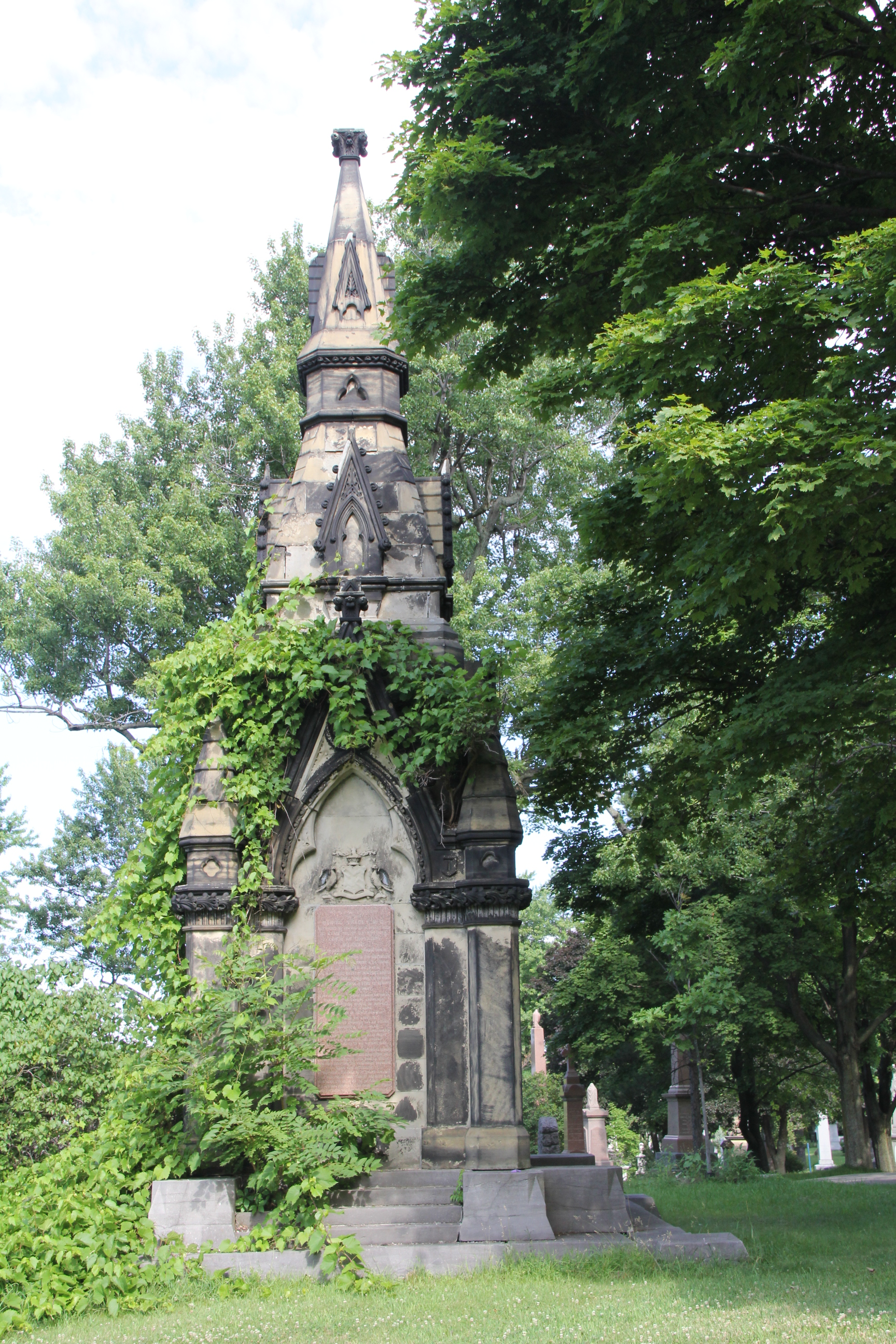
Pierre tombale de Daniel Tracey, cimetière Notre-Dame-des-Neiges

La pandémie de choléra asiatique atteint le Bas-Canada à l'été 1832. Le docteur Daniel Tracey décède le 18 juillet 1832 après avoir contracté la maladie au contact d'un de ses patients. Un monument est érigé à sa mémoire au Cimetière Notre-Dame-des-Neiges.

## Chronologie
- 1794 - Naissance de Daniel Tracey dans le comté de King (aujourd'hui le comté d’Offaly) en Irlande.
- 1814 - Le 5 décembre, il entre au Trinity College de l'Université de Dublin.
- 1825 - Il débarque à Montréal en compagnie de son frère et de sa sœur.
- 1828 - Le 12 décembre, il fonde un journal bi-hebdomadaire, le Irish Vindicator and Canada General Advertiser.
- 1832 - Il est accusé de diffamation et emprisonné pour des propos parus dans son journal le 3 janvier.
- 1832 - Le 25 février, il est sorti de prison.
- 1832 - Le 22 mai, il est élu député dans Montréal-Ouest.
- 1832 - Durant l'été, il contracte le choléra auprès d'un de ses patients.
- 1832 - Le 18 juillet, il meurt du choléra vers l'âge de 38 ou 39 ans.